# Масайняш (Белмонте)
Масайняш (порт. Maçainhas; МФА: [mɐ.sɐ.ˈi.ɲɐʃ]) — парафія в Португалії, у муніципалітеті Белмонте. Розташована в східній частині країни, на теренах історичної португальської провінції Бейра. Входить до складу округу Каштелу-Бранку. За адміністративним поділом, чинним до 1976 року, терени парафії були складовою провінції Нижня Бейра. Належить до Порталегрівсько-Каштелу-Бранківської діоцезії Католицької церкви. Патрон — Діва Марія. Площа — 18,2065 км². Населення — 356 ос. (2011). Слабо урбанізований регіон. Густота населення — 19,55 осіб/км²
. Код — 050105.

## Населення
| Кількість мешканців | Кількість мешканців | Кількість мешканців | Кількість мешканців | Кількість мешканців | Кількість мешканців | Кількість мешканців | Кількість мешканців | Кількість мешканців | Кількість мешканців | Кількість мешканців | Кількість мешканців | Кількість мешканців | Кількість мешканців | Кількість мешканців |
| ------------------- | ------------------- | ------------------- | ------------------- | ------------------- | ------------------- | ------------------- | ------------------- | ------------------- | ------------------- | ------------------- | ------------------- | ------------------- | ------------------- | ------------------- |
| 1864                | 1878                | 1890                | 1900                | 1911                | 1920                | 1930                | 1940                | 1950                | 1960                | 1970                | 1981                | 1991                | 2001                | 2011                |
| 520                 | 552                 | 635                 | 657                 | 766                 | 790                 | 758                 | 847                 | 818                 | 749                 | 536                 | 469                 | 385                 | 385                 | 356                 |